# نويل ديشان
نويل ديشان (بالفرنسية: Noël Deschamps؛ بالإنجليزية: Noël Deschamps) هو مغني ودبلوماسي فرنسي وأسترالي، ولد في 25 ديسمبر 1908 في بريزبان في أستراليا، وتوفي في 12 مايو 2005.

## وصلات خارجية
- نويل ديشان على موقع ديسكوغز (الإنجليزية)